# 西川和人
西川和人（にしかわ かずと、1947年12月28日 - ）は日本の大蔵官僚。東京国税局長、金融庁検査部長、金融庁検査局長、交通営団理事などを歴任。

## 来歴
滋賀県出身。東京大学法学部卒業。1971年7月 大蔵省入省（証券局企業財務第一課）。1976年7月 苫小牧税務署長。
1988年7月 東京国税局査察部長。1990年7月5日 国税庁調査査察部査察課長。1992年7月7日 大阪国税局総務部長。1993年7月2日 銀行局特別金融課長。1994年7月1日 国税庁長官官房人事課長。1996年7月12日 国税庁調査査察部長。1998年7月1日 東京国税局長。2000年7月1日 金融庁検査部長。2001年1月6日 金融庁検査局長。同7月 退官、交通営団理事。2004年6月 社団法人全国信用金庫協会専務理事。2012年6月 村田製作所監査役。2013年6月 大日本住友製薬監査役。

## 略歴
- 1971年7月：大蔵省入省（証券局企業財務第一課）[1]。
- 1972年8月：仙台国税局調査査察部。
- 1973年8月：大臣官房調査企画課。
- 1974年7月：主計局調査課調査主任[2]。
- 1975年7月：主計局調査課調査係長[3]。
- 1976年7月：苫小牧税務署長。
- 1977年7月：大臣官房付（外務研修）。
- 1978年5月：外務省在中華人民共和国日本国大使館二等書記官。
- 1980年8月：外務省在ロサンゼルス日本国総領事館領事。
- 1983年6月：証券局流通市場課長補佐。
- 1984年7月：証券局資本市場課長補佐。
- 1985年7月：大阪国税局間税部長。
- 1987年7月1日：大臣官房企画官[4]。
- 1988年7月：東京国税局査察部長。
- 1990年7月5日：国税庁調査査察部査察課長。
- 1992年7月7日：大阪国税局総務部長。
- 1993年7月2日：銀行局特別金融課長。
- 1994年7月1日：国税庁長官官房人事課長。
- 1996年7月12日：国税庁調査査察部長。
- 1998年7月1日：東京国税局長。
- 2000年7月1日：金融庁検査部長。
- 2001年1月6日：金融庁検査局長。
- 2001年7月：退官。帝都高速度交通営団理事。
- 2004年6月：全国信用金庫協会専務理事。
- 2012年6月：村田製作所監査役。
- 2013年6月：大日本住友製薬監査役。